# Yakovlev Yak-140
Yakovlev Yak-140 là một mẫu thử máy bay tiêm kích siêu âm của Liên Xô, được phát triển trong thập niên 1950. Nó hoàn thành năm 1954, nhưng bị hủy bỏ vào năm 1956.

## Tính năng kỹ chiến thuật (với AM-9D (ước lượng))
Dữ liệu lấy từ Gordon et al., OKB Yakovlev: A History of the Design Bureau and its Aircraft
Đặc tính tổng quan
- Kíp lái: 1
- Chiều dài: 13,34 m (43 ft 9 in)
- Sải cánh: 7,395 m (24 ft 3 in)
- Diện tích cánh: 19 m2 (200 foot vuông)
- Trọng lượng rỗng: 3.315 kg (7.308 lb)
- Trọng lượng cất cánh tối đa: 4.850 kg (10.692 lb)
- Động cơ: 1 × Mikulin AM-9D kiểu turbojet, 26 kN (5.800 lbf) thrust thô, 32,5 kN (7.300 lbf) có đốt tăng lực

Hiệu suất bay
- Vận tốc cực đại: 1.275 km/h (792 mph; 688 kn) trên mực nước biển
- Tầm bay: 1.900 km (1.181 mi; 1.026 nmi)
- Trần bay: 18.000 m (59.055 ft)
- Vận tốc leo cao: 2,1 lên độ cao 10.000 mét (32.808 ft)

Vũ khí trang bị

- Súng: 2 x pháo 23 mm (0,91 in) Nudelman-Rikhter NR-23